# Хосров-Бейк (дегестан)
Хосров-Бейк (перс. خسروبیک) — дегестан в Ірані, у бахші Міладжерд, в шагрестані Коміджан остану Марказі. За даними перепису 2006 року, його населення становило 6398 осіб, які проживали у складі 1628 сімей.

## Населені пункти
До складу дегестану входять такі населені пункти:
- Аліабад
- Амере
- Асемабад
- Валазджерд
- Валідабад
- Джаафарабад
- Єнґі-Мольк
- Магмудабад
- Сабзабад
- Сардарабад
- Сейджан
- Сейєдабад
- Суран
- Тарлан
- Фарісабад
- Хейрабад
- Хосров-Бейґ
- Чегрекан